# History of Science
History of Science ist eine wissenschaftliche, multidisziplinäre Zeitschrift zur Geschichte der Wissenschaft, die in Englisch, Russisch, Türkisch, Persisch, Arabisch und Aserbaidschanisch veröffentlicht wird. Sie richtet sich an Wissenschaftshistoriker aus verschiedenen Ländern, die sich für die Entwicklung der Wissenschaft, ihren Einfluss auf die Gesellschaft und die Veröffentlichung von Forschungsergebnissen in diesem Bereich interessieren. Die Zeitschrift veröffentlicht zudem Buchrezensionen zur Wissenschaftsgeschichte sowie Berichte zu diesem Thema.
Sie erscheint seit 2018 und wird von AcademyGate Publishing und dem International Metafizika Center herausgegeben. Alle veröffentlichten Artikel werden vom wissenschaftlichen Beirat begutachtet. History of Science ist in zahlreichen internationalen Datenbanken indexiert.